# 세르게이 마르티노프 (사격 선수)
세르게이 아나톨리예비치 마르티노프(벨라루스어: Сяргей Анатолевіч Марты́наў 샤르헤이 아나톨레비치 마르티나우, 러시아어: Серге́й Анато́льевич Марты́нов, 1968년 3월 18일~)는 벨라루스의 사격 선수이다. 올림픽에 6회 참가하였고 올림픽 남자 50m 소송 복사 종목에서 금메달 1개(2012), 동메달 2개(2000, 2004)를 획득했다.